# 施念慈
施念慈（英語：Celia  Sze Lim-Tse，1973年11月23日—），前無綫電視女藝員，曾就讀於九龍塘學校（小學部）（1985年）和九龍塘學校（中學部），毕业于港大中文系，1997年当选港大校花，然后毕业在电台当主持人，写过专栏，演过一些電視劇的配角。
施念慈淡出影視圈後，成立加秀娛樂（Jacso Entertainment），旗下有多位𡃁模，2016年與天下一集團合併，成為天加一文化傳媒。

## 私人生活
1998年，施念慈與藝人蔡康年相恋，蔡康年還將手機、香港身份證都貼上女友玉照。不過曾傳出蔡曾多次對女方動粗，此事曾轟動一時，兩人於翌年七月正式分手。

## 電視劇

### 無綫電視
- 状王宋世杰(贰) 飾 阿詩瑪
- 宠物情缘 飾 戴慧仪
- 锦绣良缘 飾 文成公主
- 金装四大才子 飾 良辰
- 新鮮人 飾 Ann
- 美麗人生 飾 高慧雲
- 難兄難弟之神探李奇 飾 丁鈴

## 電影
- 五個寂寞的心 (1992)
- 記得...香蕉成熟時3為妳鍾情 (1997)
- 山村老屍 (1999)
- 生命祇剩1小時 (1999)
- 鬼片王之再現凶榜 (1999) 飾 123
- 娛樂之王 (1999)
- 灣仔12妹 (1999) 飾 益力多
- 反骨仔 (1999)
- 千王之王2000 (1999) 飾 富家女
- 陰陽路柒撞到正 (2000)
- 七號差館 (2001)
- 兩個獨立包裝的女人 (2003)
- 新死亡習作 (2006)

## 链接
施念慈的新浪微博